# I.O. Suceveanu
I.O. Suceveanu, pe numele său adevărat Ion Olaru (n. 12 februarie 1905, satul Baineț, Ducatul Bucovinei, Austro-Ungaria – d. 30 septembrie 1960, Sibiu) a fost un poet român.

## Biografie
I.O. Suceveanu s-a născut la data de 12 februarie 1905, în satul Baineț (aflat astăzi în județul Suceava), din părinții Onofrei și Marina Olaru și a primit la naștere numele de Ion. A absolvit cursurile Școlii Tehnice Aeronautice (1921-1925), după care a predat ca profesor la Școala de meserii din satul Racovița (județul Olt).
A lucrat ca maistru militar și telegrafist până în anul 1945, când a fost trecut în rezervă. Este angajat, apoi, ca tehnician la Întreprinderea Regională de Electricitate Sibiu. A încetat din viață la data de 30 septembrie 1960, în orașul Sibiu.
Ion Olaru s-a remarcat ca poet, scriind sub pseudonimul I.O. Suceveanu. A debutat în revista „Lanuri” din Mediaș în anul 1933. De-a lungul vremii, a colaborat la diverse publicații literare și a editat revista "Darul" (1935-1936). În anul 1942 a primit Premiul pentru poezie al ziarului "România nouă" din Sibiu, președintele juriului fiind poetul și dramaturgul Lucian Blaga. Numele său este consemnat în lucrarea Istoria literaturii române a lui George Călinescu. A publicat lucrări în volum, cu tentă folclorică și socială.

## Cărți publicate
- De pe dealuri uitate (1937);
- Vibrări (1938);
- Fântâni pentru popas (1939);
- Desfrunziri (1948);
- Instalațiuni electrice la bordul avioanelor